# Lorentz Isak Bager
Lorens Isak Bager, född 2 april 1785 i Sankt Petri församling, Malmöhus län, död där 15 februari 1857, var en svensk köpman och kommunalman i Malmö. Han var sonson till Haqvin Bager och farbror till Johan Peter Bager.
Näst efter Frans Suell anses Bager ha haft största förtjänsten om byggandet av Malmö hamn. Han var ordförande i hamndirektionen 1827–1856 och företrädde även Malmö i borgarståndet vid urtima riksdagen 1817–1818 (han lämnade dock ledamotskapet den 19/3 1818). I riksdagen var han bland annat ledamot i bevillningsutskottet.
Han var också den drivande kraften bakom tillkomsten av Drottning Josefinas slöjdskola, vilken tillkom i Malmö 1826 som en "arbetsskola för fattiga flickor" och senare överfördes till stadens folkskoleväsende. Bager är begravd på Gamla kyrkogården i Malmö.